# Samak Sundaravej
Samak Sundaravej (Thailandese: สมัคร สุนทรเวช; Bangkok, 13 giugno 1935 – Bangkok, 24 novembre 2009) è stato un politico thailandese, che ha ricoperto la carica di primo ministro della Thailandia nel corso del 2008.

## Biografia
Membro del Partito Democratico dal 1968 al 1976 ha ricoperto a partire dagli anni settanta incarichi governativi quali Ministro dell'Interno e Ministro dei Trasporti; è stato inoltre governatore di Bangkok.
Nel 2007 aderì al Partito del Potere Popolare, formazione di ispirazione populista fondato da ex-componenti del disciolto partito Thai Rak Thai del deposto primo ministro Thaksin Shinawatra. Assunta la guida della formazione politica, si aggiudicò le elezioni generali del dicembre 2007.
Eletto primo ministro dal Parlamento il 28 gennaio 2008, fu deposto nel settembre 2008 con una sentenza della Corte costituzionale per aver partecipato dietro compenso a un programma televisivo di cucina, in violazione della norma della Costituzione che proibisce al primo ministro l'esercizio di attività private. Quello stesso mese fu condannato a due anni di carcere per diffamazione. Morì nel 2009 a 74 anni per un tumore al fegato.